# Sebastian Fuchsberger
Sebastian Fuchsberger (* 1971 in Salzburg) ist ein österreichischer Posaunist und Sänger (Tenor).
Aus der Koppler Musikerfamilie Fuchsberger stammend studierte er von 1988 bis 1996 am Mozarteum und an der Wiener Musikhochschule Posaune bei Friedrich Unterberger, Horst Küblböck, Rudolf Josel und besuchte Kurse bei Branimir Slokar.
Als Posaunist, Sänger, Arrangeur und Komponist gehörte er von 1992 bis 2005 der Gruppe Mnozil Brass und von 2002 bis 2008 der Gruppe Global Kryner an. Er war Gründungsmitglied beider Gruppen.
Zwischen 1994 und 2004 absolvierte er Konzerte und Aufnahmen mit den Wiener Philharmonikern, den Wiener Symphonikern, den St. Petersburger Philharmonikern, dem Radio-Symphonieorchester Wien, der Volksoper Wien, dem Klangforum Wien, der Camerata Academia Salzburg, dem Wiener Kammerorchester, der Taschenoper Wien, dem Janus Ensemble, Mund.Art, dem Burgtheater und Bands wie Vienna Art Orchestra, Max Nagel und der Alegre Correa Group. 1996/97 war er im Bühnenorchester der Wiener Staatsoper als Posaunist engagiert.
Von 1997 bis 2002 studierte er Gesang. Er wirkte im Arnold Schoenberg Chor und dem Chor der Wiener Staatsoper mit und trat solistisch im Burgtheater, mit dem Innviertler Sinfonieorchester sowie mit Bands wie  Mnozil Brass, Global Kryner, Pro Brass, Alegre Corrêa, Gansch & Roses und da Blechhauf’n auf. 2007/08 arbeitete er an Erika Stuckys Projekt „Suicidal Yodels“ mit.
Ab 2008 trat er ausschließlich als Sänger auf. Erste Rollen waren Caramello (Eine Nacht in Venedig, J. Strauss), Don Polidoro (La finta semplice, Mozart) und Don Ottavio (Don Giovanni, Mozart). Im Konzertbereich sang er in Haydns Schöpfung und den Jahreszeiten, in Franz Schmidts Das Buch mit sieben Siegeln sowie Messen, vorwiegend von Mozart und Haydn. Daneben war er in Roland Neuwirths „Schrammel-Operette“ Und das bei uns! zu hören. Ab September 2010 war Sebastian Fuchsberger als Tenor an der Musikalischen Komödie, dem Operettenhaus der Oper Leipzig, engagiert. Ab der Spielzeit 2013/14 war er festes Ensemblemitglied der Oper Leipzig und sang dort unter anderem Tamino in „Die Zauberflöte“, Prinz Reinhold in „Dornröschen“, Abdallo in „Nabucco“, Gastone in „La Traviata“ und Edmondo in „Manon Lescaut“.
Im Frühjahr 2013 debütierte er als Lemminkäinen am Opernhaus Chemnitz, im Sommer folgte das Debüt bei den Seefestspielen Mörbisch als Symon.